# آدام مک‌دونالد
آدام مک‌دونالد (به انگلیسی: Adam MacDonald) (زاده ۱۶ مهٔ ۱۹۷۷) بازیگر آمریکایی است.
از فیلم‌های معروف او می‌توان به بازی در فیلم پلیس‌های تازه‌کار اشاره کرد.